# Mycetophyllia lamarckiana
Mycetophyllia lamarckiana là một loài san hô trong họ Mussidae. Loài này được Milne Edwards & Haime mô tả khoa học năm 1848.